# Ladislav Zívr
Ladislav Zívr (* 23. Mai 1909 in Nová Paka; † 4. September 1980 in Ždírec u Staré Paky, Tschechoslowakei) war ein bedeutender tschechischer Bildhauer des 20. Jahrhunderts.

## Leben und Werk
Ladislav Zívr ging an die Vysoká škola umělecko-průmyslová v Praze (Akademie für Kunst, Architektur und Design in Prag). Ton wurde sein bevorzugtes Material, obwohl er auch andere Techniken beherrschte, wie Assemblage oder Gips in Kombination mit anderen Materialien. Zahlreiche Skulpturen von ihn sind aus Holz oder Stein.
In den 1940er Jahren wurde Mitglied der Skupina 42, einer Künstlergruppe, in der er der einzige Bildhauer war.
Zívr fertigte zahlreiche im Stil des Kubismus und Surrealismus gestaltete Arbeiten an. Seine Werke stellten zunächst Handwerker und Musiker in Verbindung mit Werkzeugen oder Instrumenten dar. Später schuf er Werke mit biomorphen Formen, die er der Natur entnahm.
Im Jahre 1966 nahm er am ersten Bildhauersymposion Hořice teil, auf dem Sandstein behauen wurde. Werke von ihm befinden sich u. a. in der Galerie der modernen Künste in Hradec Králové.